# ライマ (オハイオ州)
ライマ（英: Lima）は、アメリカ合衆国オハイオ州の市で、アレン郡の郡庁所在地。州間高速道路75号線沿線の北西オハイオ地方に位置し、デイトンの北116 km、トレドの南南西126 kmに位置する。
2010年国勢調査時点での人口は3万8771人。ライマ大都市圏の最大都市であり、またライマ・ヴァンワート・ワーパーコネタ広域都市圏を構成する主要都市でもある。市の創立は1831年。
1941年から市内に位置する米軍ライマ戦車工場では、唯一主力戦車M1エイブラムスを生産している。
市内には1870年代から1950年代にかけて機関車製造で隆盛を極めたライマ・ロコモティブ・ワークスの本社があった。
アメリカ合衆国国勢調査局によると、市域の総面積35.74 km2のうち陸地面積は35.15 km2、水域面積は0.60 km2である。TVドラマ"glee/グリー"の舞台。

## 姉妹都市
1995年に設立されたライマの姉妹都市協会では現在1都市を指定している。また、他に2都市との姉妹都市計画が進行中である。
- 播磨町（兵庫県加古郡）

## 教育
大学
- 北西オハイオ大学
- ジェームズ・A・ロードス州立大学（旧ライマ工業大学）
- オハイオ州立大学ライマキャンパス

高等学校
- ライマ高等学校
- アレン東部学区
- ショーニー高等学校
- バス高等学校
- ペリー高等学校
- アポロ職業センター
- ライマ中央カトリック高等学校
- ライマキリスト教学院
- 殿堂キリスト教学校
- エリーダ高等学校
- 中央高等学校
- 南高等学校